# Australodynerus merredinensis
Australodynerus merredinensis är en stekelart som beskrevs av Giordani Soika 1961. Australodynerus merredinensis ingår i släktet Australodynerus och familjen Eumenidae.

## Underarter
Arten delas in i följande underarter:
- A. m. everardensis
- A. m. victoriensis